# Magaluf
Magaluf è una località balneare di 4363 abitanti del comune di Calvià situata nella comunità autonoma delle isole Baleari. Magaluf è famosa per essere considerata la meta prediletta dei viaggi organizzati di giovani inglesi, russi, irlandesi, tedeschi e scandinavi.

## Località
Magaluf fa parte del municipio di Calvià insieme con altri insediamenti quali Palma Nova e Torrenova. I resort garantiscono ospitalità non solo a giovani turisti ma anche a coppie e a famiglie con bambini, con il picco di presenze tra luglio e agosto. Durante la bassa stagione la popolazione di Magaluf è più che altro formata dai residenti portando alla chiusura, tra novembre e marzo, di molti hotel.
Magaluf è formata da una bianca spiaggia sabbiosa e dal lungomare, che è il centro della movida, dei night club e dei ristoranti. Le località di Magaluf e Palmanova sono le maggiori nella municipalità di Calvià, e sono situate nella costa sud-ovest dell'isola alla fine di Palma Bay, approssimativamente a 15 km da Palma di Maiorca, e dell'Aeroporto di Palma di Maiorca. Sol Meliá ha iniziato gli investimenti per modernizzare la località di Magaluf, ristrutturando quattro hotel conosciuti come Calvià Beach Resort, che hanno riaperto nel 2012.
Delle ulteriori ristrutturazioni sono previste per altri hotel sul lungomare al fine di migliorare gli impianti esistenti e di costruirne di nuovi per attirare turisti anche durante la bassa stagione.
Molto popolare tra i turisti è l'Isla de sa Porrassa, un'isola collocata al centro della baia di Magaluf a circa 400 m dalla riva.

## Movida
Vi sono molti bar e nightclub a Magaluf e molti DJ hanno suonato al loro interno quali David Guetta, Steve Aoki, Martin Garrix, DJ Sammy, Freemasons, Basshunter, Greg James, Judge Jules, Tiësto, Pat Sharp, Calvin Harris, Tim Westwood e Lauren Pope. Il centro della vita notturna si ha sul lungomare Punta Ballena, dove sono collocati la maggior parte di bar e nightclub.

## Controversie
Magaluf è stata ed è centro di numerose polemiche fuori e dentro la Spagna. La località, infatti, è famosa tra i giovani turisti nord-europei (soprattutto inglesi, che costituiscono il 95% dei visitatori) per i prezzi stracciati sia degli alberghi all-inclusive sia delle bevande alcoliche ai bar.
Magaluf è nota anche per la parziale tolleranza da parte delle autorità per i più sfrenati eccessi che avvengono dentro gli hotel e i bar. Sono famosi infatti e molto praticati sport estremi come il balconing, dove ragazzi molto giovani e spesso sotto i fumi dell'alcool o della droga si buttano dai balconi dei loro alberghi, cercando di centrare una piscina. Ogni anno, causa questo "sport", sono riportati decine di incidenti.
Sono spesso denunciate, inoltre, sia dentro i locali che per strada, oltre a casi di overdose e di coma etilico, anche numerose orge e altre manifestazioni sessuali sfrenate che provocano la rabbia dei residenti. Questa situazione ha causato la fuga da parte dei turisti "normali" da Magaluf e l'ira di alcuni albergatori che definiscono la politica all-inclusive di alcuni hotel come "concorrenza sleale" e "dannosa per l'economia".

## Magaluf nella cultura di massa
- Il musicista svedese Orup ha cantato della località nel suo brano Magaluf del 1992.
- Il gruppo punk inglese Toy Dolls ha scritto una canzone intitolata I've Had Enough o' Magaluf (Ne ho avuto abbastanza di Magaluf).